# Ivan Sharrock
Ivan Sharrock (* 17. Juli 1941 in Cornwall, England) ist ein britischer Tontechniker, der neben dem Oscar auch den BAFTA Award für den besten Ton gewann.

## Leben
Sharrock begann seine Laufbahn als Tontechniker 1967 bei dem  Fernsehfilm The Life and Times of John Huston, Esq. und war bis heute an rund 90 Filmproduktionen beteiligt.
1982 erhielt er zusammen mit Don Sharpe und Bill Rowe den BAFTA Award für den besten Ton in dem Film Die Geliebte des französischen Leutnants (1981). Eine weitere BAFTA-Nominierung folgte 1985 mit Gordon K. McCallum, Les Wiggins und Roy Baker für Greystoke – Die Legende von Tarzan, Herr der Affen (1984).
Bei der Oscarverleihung 1988 erhielt er gemeinsam mit Bill Rowe den Oscar für den besten Ton in Der letzte Kaiser (1987). Für diesen Film wurde er 1989 auch gemeinsam mit Bill Rowe und Les Wiggins für einen weiteren BAFTA Award nominiert.
Eine weitere Nominierung für diesen Preis erhielt er 1997 mit Mark Berger, Pat Jackson, Walter Murch, Christopher Newman und David Parker. Für den Film U-571 (2000) wurde er zum einen mit Steve Maslow, Gregg Landaker und Rick Kline erneut 2001 für den Oscar für den besten Ton, zum anderen mit diesen für den Filmpreis der Gilde der Tontechniker (Cinema Audio Society) für die herausragendste Leistung in der Tontechnik (CAS Award) nominiert. Eine weitere Nominierung für den Oscar für den besten Ton erhielt er mit Tom Fleischman und Eugene Gearty bei der Oscarverleihung 2003 für Gangs of New York und war hierfür mit Fleischman, Gearty und Philip Stockton 2003 auch abermals für den BAFTA Award für den besten Ton nominiert. 
2004 folgte zusammen mit Eddy Joseph, Walter Murch, Mike Prestwood Smith und Matthew Gough eine Nominierung für den BAFTA Award für den besten Ton im Film Unterwegs nach Cold Mountain (2003).
Zuletzt war Sharrock mit Andy Nelson und Anna Behlmer für Blood Diamond (2006) bei der Oscarverleihung 2007 für den Oscar für den besten Ton sowie 2007 für den CAS-Award für herausragende Leistungen in der Tonmischung nominiert.
Weitere bekannte Filme, an denen er als Tontechniker mitarbeitete, waren Shining (1980) und The Da Vinci Code – Sakrileg (2003).